# Have Another Ball
Have Another Ball è il settimo lavoro della cover band statunitense Me First and the Gimme Gimmes pubblicato per la Fat Wreck Chords nel 2008.
L'album è composto di b-side registrate insieme al primo disco Have a Ball.

## Tracce
1. Rich Girl
2. The Boxer
3. Country Roads
4. I Write the Songs
5. Sodomy
6. You've Got a Friend
7. Mahogany
8. Mother and Child Reunion
9. Only the Good Die Young
10. Coming To America
11. The Harder They Come
12. Don't Let the Sun Go Down on Me

## Formazione
- Spike Slawson - voce
- Joey Cape - chitarra
- Chris Shiflett - chitarra
- Fat Mike - basso, voce
- Dave Raun - batteria